# 1175 w polityce
Wydarzenia polityczne w 1175 roku.

## Zmarli
- 1 lipca Reginald de Dunstanville, nieślubny syn króla Anglii Henryka I Beauclerca[1].